# Little Boots
Little Boots, vlastním jménem Victoria Christina Hesketh, (* 4. května 1984) je anglická zpěvačka. Narodila se v Blackpoolu, vyrůstala v Thorntonu a hudbě se věnovala již od dětství. V pěti letech začala hrát na klavír. V roce 2005, ještě během studií, založila skupinu Dead Disco. V roce 2009 vydala svou první sólovou nahrávku, album Hands. Později následovalo několik dalších nahrávek. V roce 2015 spolupracovala s francouzským hudebníkem Jean-Michel Jarrem.

## Diskografie
- Hands (2009)
- Nocturnes (2013)
- Working Girl (2015)